# Vanilloideae
Vanilloideae je biljna potporodica, dio porodice kaćunovki. Podijeljena je na dva tribusa. Ime je došlo po rodu Vanilla (vanilija), koj emu pripada 138 vrsta

## Tribusi
Subfamilia Vanilloideae Szlach.
1. Tribus Pogonieae Pfetzer ex Garay & Dunst.
  1. Duckeella Porto & Brade (8 spp.)
  2. Pogonia Juss. (6 spp.)
  3. Cleistesiopsis Pansarin & F. Barros (3 spp.)
  4. Cleistes Rich. (46 spp.)
  5. Isotria Raf. (2 spp.)
2. Tribus Vanilleae Blume
  1. Epistephium Kunth (28 spp.)
  2. Clematepistephium N. Hallé (1 sp.)
  3. Eriaxis Rchb.f. (1 sp.)
  4. Lecanorchis Blume (24 spp.)
  5. Vanilla Mill. (122 spp.)
  6. Cyrtosia Blume (7 spp.)
  7. Galeola Lour. (5 spp.)
  8. Erythrorchis Blume (2 spp.)
  9. Pseudovanilla Garay (8 spp.)